# Димитър Маринов (Панталонджията)
Вижте пояснителната страница за други личности с името Димитър Маринов.
Димитър Маринов Лилов (Панталонджията) е български националреволюционер, член на Ловчанския частен революционен комитет на Вътрешна революционна организация (ВРО), съратник на Васил Левски. Председател на II Ловешки частен революционен комитет.

## Биография
Димитър Маринов е роден през 1846 г. в Ловеч. Семейството е на Марин Лилов преселник от Тетевен. Чичо на Димитър Маринов е свещеника Лукан Лилов, а братовчед Марин Поплуканов. Семейството емигрира в Неготин (Сърбия). Учи в Неготин и Белград, като едновременно усвоява шивашкия занаят. Пътува до Виена, Будапеша и Букурещ. Владее добре немски, сръбски и румънски език.
Участва във Втора българска легия (1867 – 1868). След нейното разпускане се завръща в Ловеч. Отваря шивашка работилница, оборудвана с шивашка машина. Шие европейски тип дрехи. Оттук идва прозвището му панталонджията.
Активен член на Ловешкия частен революционен комитет на ВРО. Верен съратник на Васил Левски. След обесването на Апостола на свободата възстановява комитета под името II- и Ловешки частен революционен комитет и е негов председател. През 1875 г. е арестуван и осъден на смърт в Русе. Амнистиран при възшествието на султан Абдул Хамид II и се завръща в Ловеч (1876).
След освобождението е първия окръжен началник на Ловеч. По-късно се завръща към шивашкия занаят. Отваря в града, първият манифактурен магазин, заедно със съдружниците Хисто Найденов и Симеон Хитров. Умира през 1909 г. на 65 години. 